# Gładysze
Gładysze (deutsch Schlodien) ist ein Dorf mit 314 Einwohnern (Stand 2006) in der Landgemeinde Wilczęta im Powiat Braniewski der Woiwodschaft Ermland-Masuren in Polen.

## Geographie
Das Dorf liegt im ehemaligen Ostpreußen, zwischen Młynary (Mühlhausen) und Orneta (Wormditt), von beiden Städten jeweils 14 Kilometer entfernt, in einer leicht hügeligen Landschaft, die zum Baltischen Landrücken gehört, an dem Fluss Pasłęka (Passarge).

## Geschichte

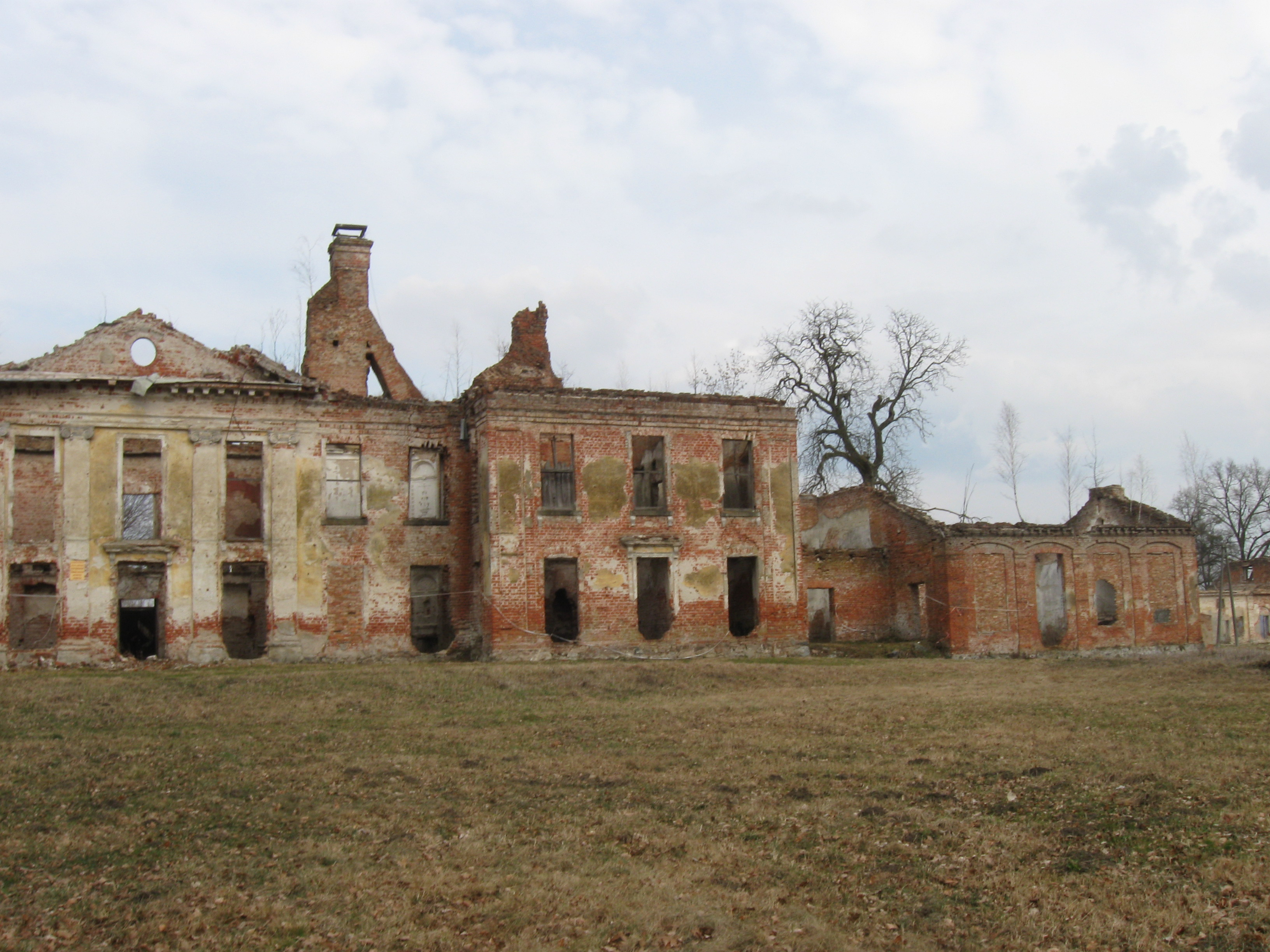
Schloss Schlodien, Zustand 2010

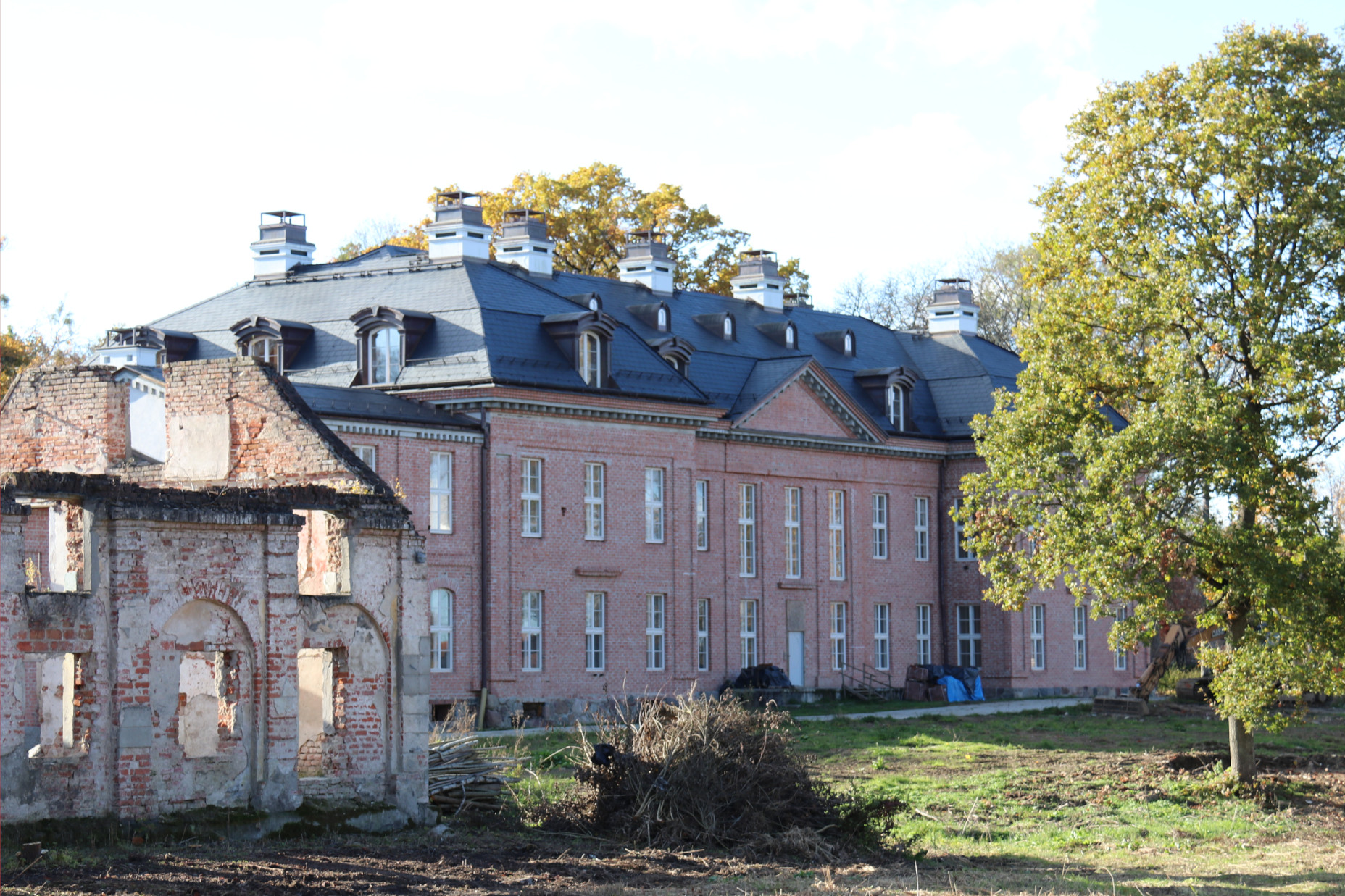
Schlodien nach dem Wiederaufbau, 2021

Der Ort wurde 1267 als Schloydien erwähnt. Der prußische Name bezieht sich auf „sklaids“ und deutet auf eine glatte, schlüpfrige, wässrige Bodenbeschaffenheit. Die Adelsfamilie Dohna erwarb den Ort 1643 von der prußischen Familie Werner, um damit ihre Ländereien abzurunden. Bereits zu dieser Zeit befand sich am westlichen Ortsrand ein bescheidenes einstöckiges Herrenhaus. 
Im Jahr 1945 gehörte Schlodien zum Landkreis Preußisch Holland im Regierungsbezirk Königsberg im Gau Ostpreußen des Deutschen Reichs. 
Die Ortschaft wurde am Ende des Zweiten Weltkriegs stark durch Kampfhandlungen in Mitleidenschaft gezogen. Bald nach dem Einmarsch der Roten Armee wurde die Region seitens der sowjetischen Besatzungsmacht der Verwaltung der Volksrepublik Polen unterstellt.

## Schloss
Das Schloss Schlodien war bis 1945 ein Herrensitz der Dohna-Schlodien. Nach dem Brand am 17. Juli 1986 war es eine Ruine.
Nach dem Kauf des Schlosses durch einen in Polen ansässigen deutschen Unternehmer wird das Schloss seit 2017 originalgetreu unter Einbezug der historischen Kellerräume von einem polnischen Architektenbüro wieder hergerichtet.

## Persönlichkeiten
- Christoph II. von Dohna-Schlodien (1702–1762), preußischer General.